# Sheela na Gig

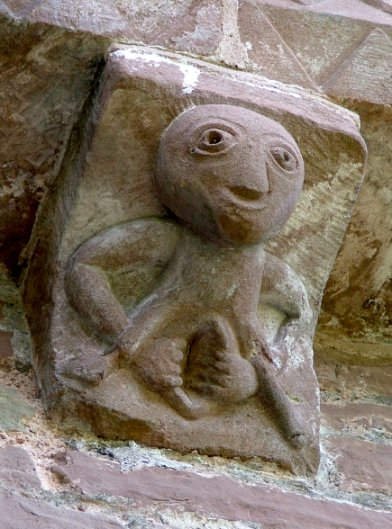
La famosa Sheela na Gig situata nella chiesa di SS Mary & David's, Kilpeck, Herefordshire

La Sheela na Gig (o Sheela-na-Gig) è una serie di sculture medievali rappresentanti donne nude che mostrano una vulva ingigantita.

## Descrizione
Si trovano in chiese, castelli e altre costruzioni, specialmente in Irlanda e Gran Bretagna, a volte insieme a statuette di figure maschili. Uno degli esempi migliori si trova nella Torre rotonda di Rattoo, nella contea di Kerry in Irlanda. Una replica è ospitata al museo di Tralee, mentre un'altra si trova a Kilpeck nell'Herefordshire, Inghilterra.
L'Irlanda possiede il numero più grande di sculture classificate come "Sheela na Gig": nel libro intitolato The Sheela-na-Gigs of Ireland and Britain: The Divine Hag of the Christian Celts – An Illustrated Guide gli autori Joanne McMahon e Jack Roberts citano 101 esempi in Irlanda contro i 45 in Gran Bretagna.
Queste sculture avevano forse un valore apotropaico, contro la morte e il male.

## Distribuzione delle statuette
Finora i seguenti paesi possiedono (o possedevano) chiese che esibivano la figura femminile Sheela na Gig:
- Irlanda
- Francia
- Spagna
- Inghilterra
- Galles
- Scozia
- Norvegia
- Svizzera
- Repubblica Ceca e Slovacchia

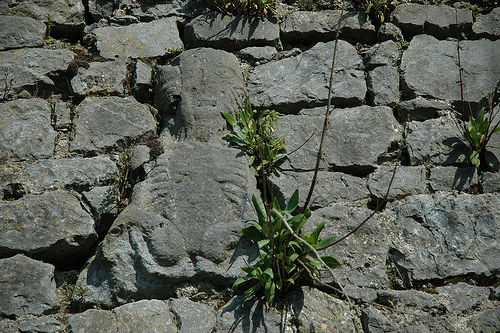
Sheela na Gig sul muro a Fethard, contea di Tipperary, Irlanda

Un notevole numero di statuette è stato rinvenuto in contesto romanico (Immagini di desiderio sessuale) specialmente in Francia, Spagna, Gran Bretagna e Norvegia. In Irlanda tali rappresentazioni sono situate in aree sotto l'influenza normanna.